# George Kessler Fraenkel
George Kessler Fraenkel (geboren am 27. Juli 1921 in Deal, New Jersey; gestorben am 10. Juni 2009 in Manhattan) war ein amerikanischer Chemiker. Er gehörte zu den ersten Wissenschaftlern, die elektronische Techniken zur Strukturaufklärung von Molekülen durch die Ermittlung von Elektronenspinresonanzen anwendeten.

## Leben
George Fraenkel wurde in Deal im US-Bundesstaat New Jersey geboren und wuchs in Scarsdale, New York auf. Er war eines von drei Kindern von Osmond and Helene Esberg Fraenkel. Sein Vater war Leiter der Rechtsabteilung (general counsel) der American Civil Liberties Union.
Er studierte bis 1942 an der Harvard University, unterbrach seine Studien allerdings, als er vom National Defense Research Committee für ein Team angeworben wurde, das Messgeräte zur Messung der Explosivkraft von Bomben entwickelte. Nach dem Zweiten Weltkrieg schrieb er sich an der Cornell University ein und promovierte dort 1949 bei Peter Debye mit der Arbeit The viscosity and shear elasticity of solutions of simple deformable particles. Anschließend ging er als Dozent an die Columbia University. Von 1965 bis 1968 leitete er den Fachbereich Chemie in Columbia, danach war er Dekan der Columbia Graduate School of Arts and Sciences bis 1983. Von 1983 bis 1986 wurde er Vizepräsident für besondere Aufgaben und ging danach zurück an den Fachbereich Chemie. 1991 wurde er emeritiert.
1962 wurde er Fellow der American Physical Society.

## Werk
Nach seiner Einstellung als Professor für Chemie gehört Fraenkel in den frühen 1950er Jahren zu den wenigen Chemikern, die an der Entwicklung von hochempfindlichen und hochauflösenden Spektrometern beteiligt waren, mit denen der Spin von Elektronen bestimmt werden könnte. Damit legte er die Grundlage für die Techniken zur Bestimmung der Elektronenspinresonanz als Grundlagentechniken in der chemischen Forschung. Mit Hilfe dieser Techniken gelang es, die Struktur von Molekülen sowie die Bewegung von Molekülen in Flüssigkeiten aufzuklären.
Auf den Untersuchungen von Fraenkel basieren wesentliche Ergebnisse der chemischen, biologischen, technischen und medizinischen Forschung, darunter beispielsweise die Aufklärung von Proteinstrukturen, die Beobachtung von Virenpartikeln und -proteinen, Methoden der medizinischen Bildgebung, die Aufklärung der Gedächtnisfunktion sowie die Entwicklung von Quantencomputern.

## Belege
- Dennis Hevesi: George K. Fraenkel, Pioneering Chemist, Dies at 87. Nachruf in The New York Times, 27. Juni 2009.